# Бинг, Джордж, 4-й виконт Торрингтон
Джордж Бинг, 4-й виконт Торрингтон (англ. George Byng, 4rd Viscount Torrington; 11 октября 1740 — 14 декабря 1812) — английский пэр.
Титулы: 4-й виконт Торрингтон из графство Девон (Пэрство Великобритании), 4-й барон Бинг из Саутхилла в графстве Бедфордшир (Пэрство Великобритании) и 4-й баронет Бинг из Ротема в графстве Кент (Пэрство Великобритании).

## Происхождение и образование
Родился 11 октября 1740 года. Старший сын и наследник генерал-майора Джорджа Бинга, 3-го виконта Торрингтона (1701—1750), от его жены Элизабет Дэниэл. Его дед по отцовской линии, адмирал флота сэр Джордж Бинг, кавалер ордена Британской империи, получил титул баронета в 1715 году, прежде чем был возведен в звание пэра как виконт Торрингтон в 1721 году, его семья ранее проживала в Саутхилл-парке в Бедфордшире.
Он получил образование в Вестминстерской школе и в Тринити-колледже Кембриджского университета.

## Карьера

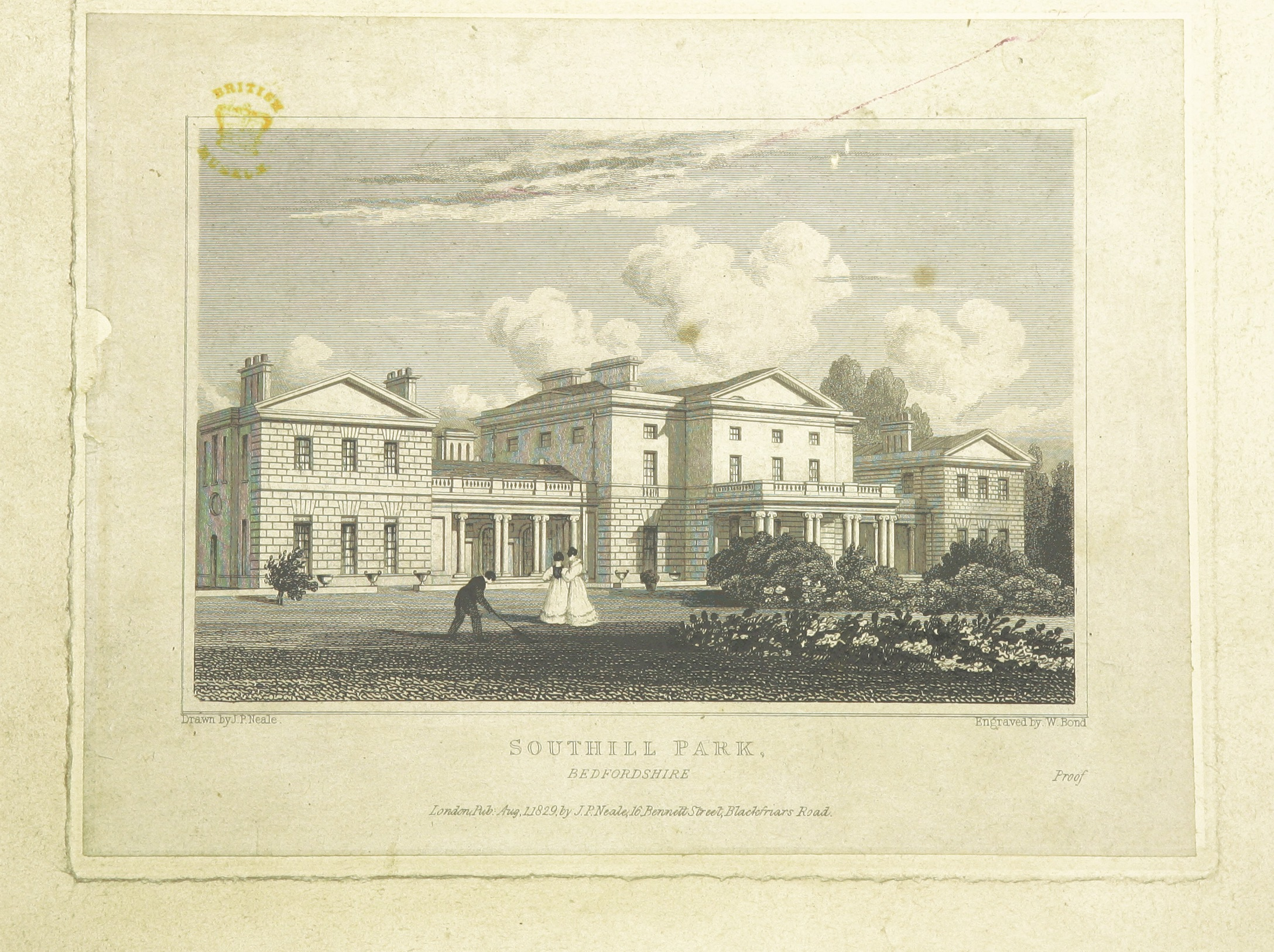
Саутхилл-Парк, Бедфордшир

После смерти отца в 1750 году он унаследовал титул виконта Торрингтона и семейное поместье Саутхилл-Парк в Бедфордшире. В 1795 году он продал Саутхилл пивному магнату Сэмюэлю Уитбреду.
Посланник Великобритании в Бельгии в 1783—1792 годах.

## Личная жизнь
20 июля 1765 года он женился на леди Люси Бойл (27 мая 1744 — 18 марта 1792), дочери Джона Бойла, 5-го графа Корка, от его жены Маргарет Гамильтон, от которой у него было семеро детей, трое сыновей, которые все умерли раньше него, и четыре дочери:
- Достопочтенная Люси Элизабет Бинг (17 октября 1760 — 20 сентября 1844), в 1788 году она вышла замуж за Орландо Бриджмена, 1-го графа Брэдфорда[3]
- Достопочтенная Джорджиана Элизабет Бинг (1768 — 11 октября 1801), в 1786 году она вышла замуж за Джона Рассела, впоследствии 6-го герцога Бедфорда[3]
- Достопочтенный Уильям Генри Бинг (1769—1770), умерший в младенчестве[3]
- Достопочтенная Изабелла Элизабет Бинг (21 сентября 1773 — 1 мая 1830)[3], в 1794 году она вышла замуж за Томаса Тинна, 2-го маркиза Бата.
- Достопочтенный Уильям Генри Бинг (1775—1792), который умер раньше своего отца[3].
- Достопочтенный Джордж Бинг (1777—1792), умерший раньше своего отца[5].
- Достопочтенная Эмили Элизабет Бинг (1779 — 3 сентября 1824), в 1801 году она вышла замуж за Генри Сеймура, сына лорда Роберта Сеймура[6].

Лорд Торрингтон скончался 14 декабря 1812 года, и поскольку он не оставил после себя потомков мужского пола, его преемником на посту виконта стал его младший брат Джон Бинг, 5-й виконт Торрингтон, который умер менее чем через месяц.